# Xian de Huoqiu
Le xian de Huoqiu (霍邱县 ; pinyin : Huòqiū Xiàn) est un district administratif de la province de l'Anhui en Chine. Il est placé sous la juridiction de la ville-préfecture de Lu'an.

## Démographie
La population du district était de 1 606 538 habitants en 1999.